# Hans Bendz

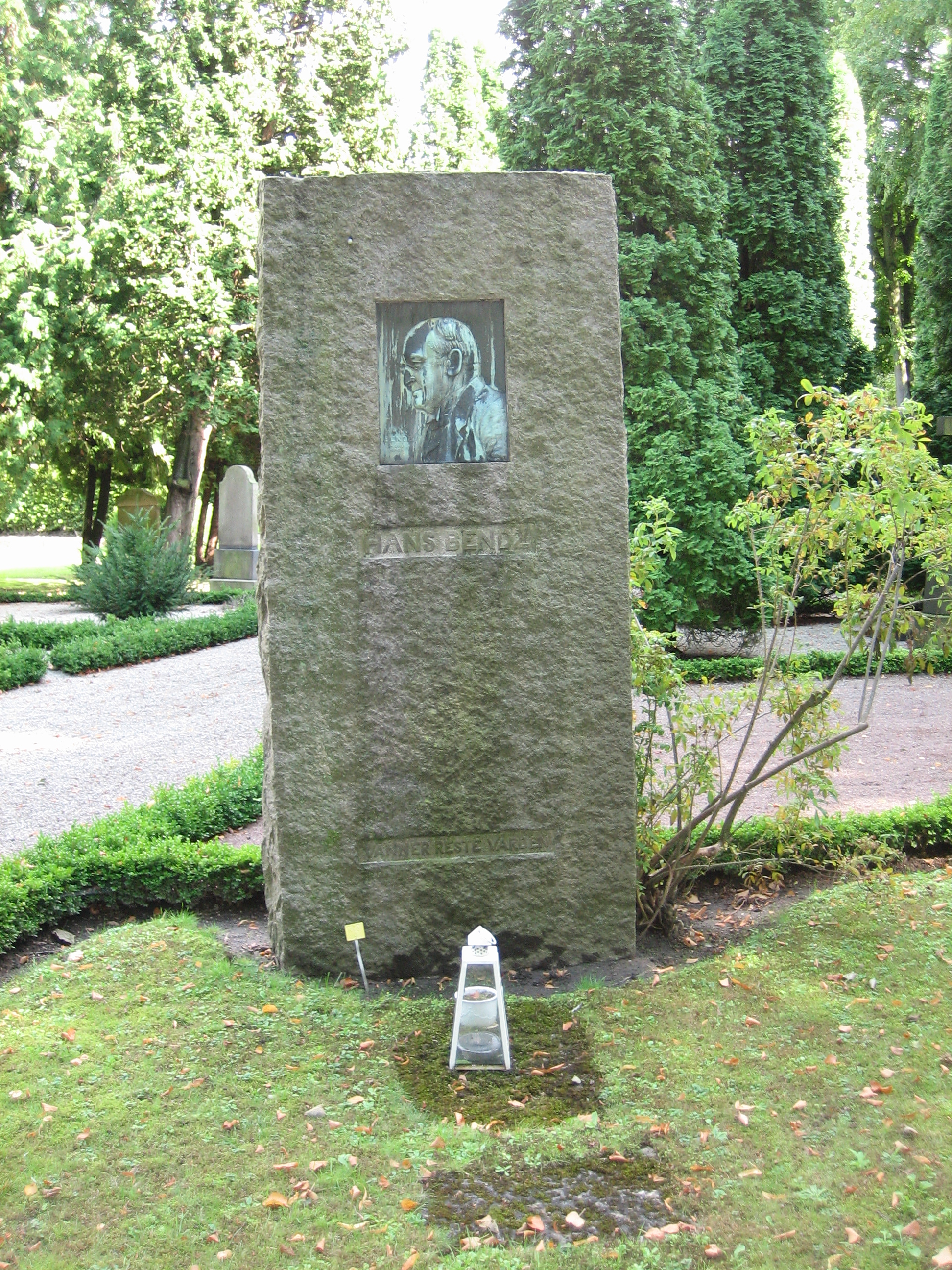
Hans Bendz grav på Norra kyrkogården i Lund.

Hans Bendz, född den 6 juni 1851 i Västra Tommarps socken på Söderslätt, död den 7 maj eller 5 maj 1914 i Lund, var en svensk läkare.
Bendz blev 1869 student vid Lunds universitet, 1884 medicine doktor och samma år docent i patologi. År 1885 utsågs han till extra ordinarie professor och 1898  till ordinarie professor i patologisk anatomi och rättsmedicin vid Lunds universitet. Bendz var 1886–1900 även intendent vid Ronneby brunn samt 1899–1908 inspektor för Lunds nation.
Bland Bendz' vetenskapliga arbeten märks "Bidrag till kännedomen om hängningsdödens fenomen" (i Lunds universitets årsskrift, 1884–1885) med flera skrifter. Han var gift med författarinnan Emma Bendz född Holmberg och fars farbror till Gerhard Bendz.